# Penunggul
Penunggul is een bestuurslaag in het regentschap Pasuruan van de provincie Oost-Java, Indonesië. Penunggul telt 1120 inwoners (volkstelling 2010).